# العارض (ريمة)
العارض هي إحدى قرى مديرية الجبين بمحافظة ريمة اليمنية، بلغ تعداد سكانها 989 نسمة حسب الإحصاء الذي جرى عام 2004.